# Lipopolisaharid N-acetilglukozaminiltransferaza
Lipopolisaharid -acetilglukozaminiltransferaza (EC 2.4.1.56, UDP-N-acetilglukozamin-lipopolisaharid -acetilglukozaminiltransferaza, uridin difosfoacetilglukozamin-lipopolisaharid acetilglukozaminiltransferaza, UDP-N-acetil--glukozamin:lipopolisaharid -acetil--glukozaminiltransferaza) je enzim sa sistematskim imenom UDP-N-acetil-alfa--glukozamin:lipopolisaharid -acetil--glukozaminiltransferaza. Ovaj enzim katalizuje sledeću hemijsku reakciju
UDP--acetil-alfa--glukozamin + lipopolisaharid {\displaystyle \rightleftharpoons } UDP + N-acetil-alfa--glukozaminillipopolisaharid
Prenosi N-acetilglukozaminilne ostatke na D-galaktozne ostatke u parcijalno kompletiranoj lipopolisaharidnoj osnovi, cf. EC 2.4.1.44 (lipopolisaharidna 3-alfa-galaktoziltransferaza), EC 2.4.1.58 (lipopolisaharidna glukoziltransferaza I) i EC 2.4.1.73 (lipopolisaharidna glukoziltransferaza II)].

## Literatura
- Nicholas C. Price; Lewis Stevens (1999). Fundamentals of Enzymology: The Cell and Molecular Biology of Catalytic Proteins (Third изд.). USA: Oxford University Press. ISBN 019850229X.
- Eric J. Toone (2006). Advances in Enzymology and Related Areas of Molecular Biology, Protein Evolution (Volume 75 изд.). Wiley-Interscience. ISBN 0471205036.
- Branden C; Tooze J. Introduction to Protein Structure. New York, NY: Garland Publishing. ISBN 0-8153-2305-0.
- Irwin H. Segel. Enzyme Kinetics: Behavior and Analysis of Rapid Equilibrium and Steady-State Enzyme Systems (Book 44 изд.). Wiley Classics Library. ISBN 0471303097.
- William P. Jencks (1987). Catalysis in Chemistry and Enzymology. Dover Publications. ISBN 0486654605.

## Spoljašnje veze
- Lipopolysaccharide+N-acetylglucosaminyltransferase на 